# Наташа Королёва
Ната́ша Королёва (настоящее имя — Ната́лья Влади́мировна Порыва́й (укр. Наталія Володимирівна Поривай); род. 31 мая 1973, Киев, Украинская ССР, СССР) — советская и российская эстрадная певица, киноактриса, фотомодель и телеведущая.  Заслуженная артистка Российской Федерации (2004).

## Биография

### Ранние годы
Родилась 31 мая 1973 года в музыкальной семье. Её мать — Людмила Ивановна Порывай (род. 12 февраля 1946), являлась доцентом кафедры фольклористики, народного песенного и инструментального исполнительства Киевского института культуры (ныне Киевский национальный университет культуры и искусств), заслуженной артисткой Украины, дирижёром хоровой капеллы «Свиточ». Отец — Владимир Архипович Порывай (10 февраля 1940 — 1 сентября 1993) — был хормейстером академического хора. Старшая сестра — советская, украинская и американская певица Руся (род. 9 июня 1968).

### Первые шаги
Впервые вышла на сцену в 1976 году в 3-летнем возрасте в составе Большого детского хора радио и телевидения Украины. В том же году на очередном съезде ВЛКСМ она исполнила песню «Крейсер „Аврора“». В 7 лет начала обучение в музыкальной школе по классу фортепиано и в хореографической студии народного танца при хоре имени Верёвки.
В 1985 году на фестивале детской песни, когда Наташе было 12 лет, познакомилась с композитором Владимиром Быстряковым. Она исполнила его песни «Мир без чудес» и «Куда уехал цирк».
В начале 1987 года получила диплом конкурса «Золотой Камертон», в котором она принимала участие в качестве солистки киевской группы «Мираж». В этом же году композитор Александр Спаринский написал для Наташи детский мюзикл «В стране детей». Весной 1987 года Наташа впервые попала на Центральное телевидение (ЦТ-1), где приняла участие в телепередаче «Шире круг» с песней «Перемена» на слова и музыку композитора Константина Осауленко.
В 1988—1991 годах она училась в Киевском эстрадно-цирковом училище по классу вокала. Летом 1989 года отправилась в свои первые зарубежные гастроли в США в качестве ведущей солистки детской рок-оперы «Дитя мира», там она получила приглашение пройти обучение в университете города Рочестера. После этого Наташа переехала в Москву, где проходила прослушивание у продюсера Игоря Николаева, которое положило начало их совместному творчеству.

### На большой сцене

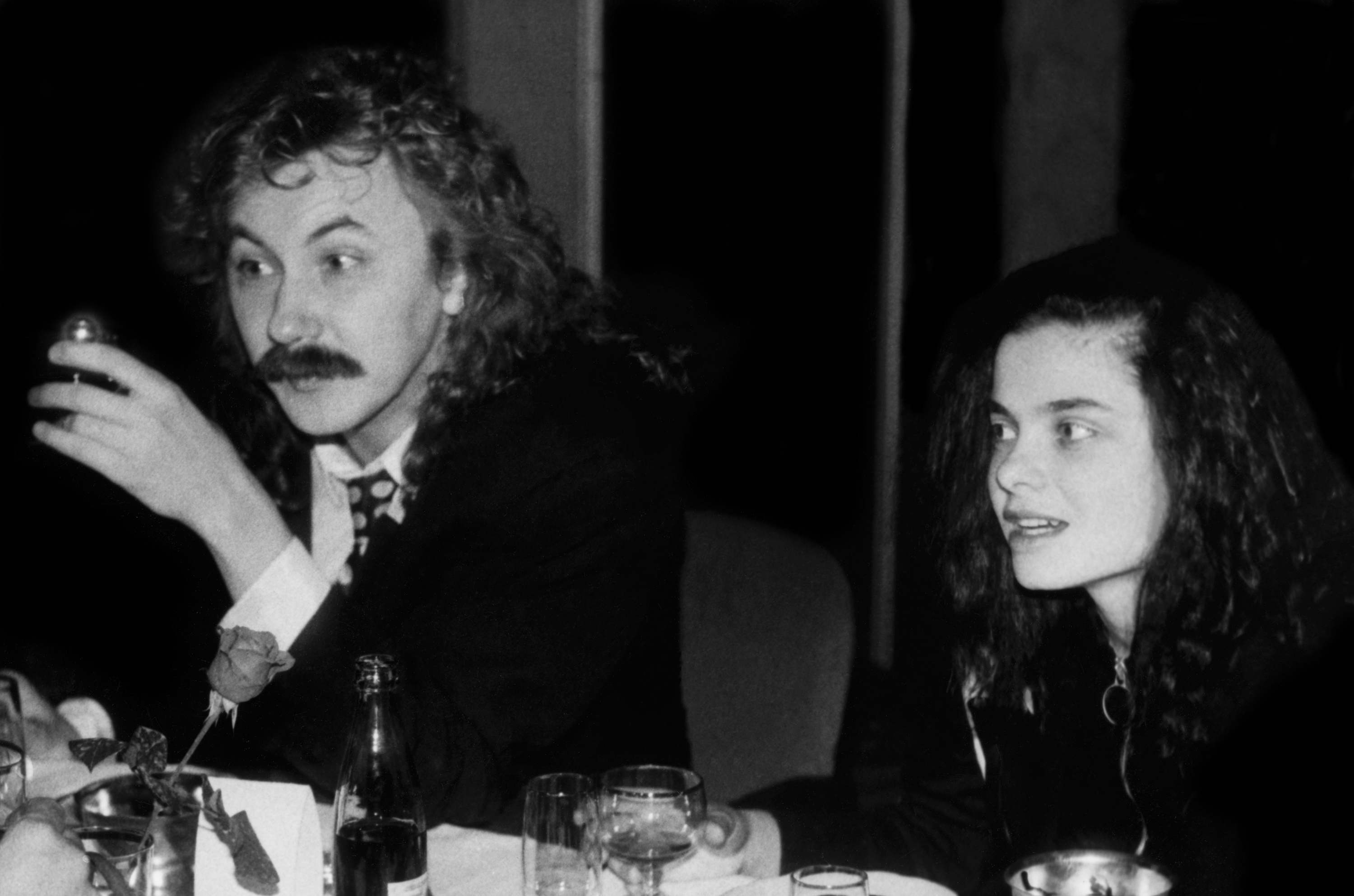
С Игорем Николаевым, 1992 год

Первой работой, написанной Игорем Николаевым для Наташи Королёвой, стала песня «Жёлтые тюльпаны», она была выпущена в 1990 году. С этой песней Наташа попала в финал фестиваля «Песня года».
В 1992 году состоялись гастроли певицы по России с заключительными концертами в спорткомплексе «Олимпийском» с программой «Дельфин и Русалка», в 1993 году — тур по Израилю, в 1994 году — гастроли в Германии, в 1997 году — в США (Нью-Йорк). Наташа Королёва принимала участие во многих телевизионных конкурсах и передачах, среди них: «Рождественские встречи», «Утренняя почта» и др.
С 1990 по 1997 год на телевидении вышли 13 видеоклипов певицы: «Жёлтые тюльпаны» (М. Могилевская, 1990), «Первый поцелуй» (И. Песоцкий, 1991), «Под летним дождём» (В. Владимиров, 1991); «Почему умирает любовь» (И. Песоцкий, 1991), «Киевский мальчишка» (И. Песоцкий, 1994), «Подсолнухи» (Д. Фикс, 1995), «Неужели это я» (Д. Фикс, 1995), «Маленькая страна» (О. Гусев, 1995), «Мужичок с гармошкой» (Д. Фикс, 1996), «Палочка-выручалочка», «Не умирай» (Г. Гаврилов, 1997), «Лето кастаньет» (И. Николаев, 1997), «Бриллианты слёз» (О. Баженов, 1997). Участница большинства проектов «ОРТ/Первого канала» с 1995 года.
После развода с Игорем Николаевым выпустила альбомы «Осколки прошлого», «Сердце», «Веришь или нет» и «Рай там, где ты». Выступила в роли ведущей разных программ и концертов. Принимала участие в телевизионном проекте «Танцы со звёздами» в России и на Украине и в проекте «Две звезды». В 2003 году закончила актёрский факультет ГИТИСа, курс Владимира Андреева.
В 2010 году Королёва приняла участие в проекте «Подари себе жизнь» на телеканале «Россия-1».
Со 2 июня 2012 года вела собственное шоу «Королева прайма» на НТВ. В эфир вышел только один выпуск. С 10 сентября 2012 года вместе со своей мамой, а позже с Александром Олешко и Романом Будниковым, ведёт кулинарное шоу «Время обедать» на Первом канале. Шоу просуществовало 2 телевизионных сезона. Осенью 2014 года проект уже не вернулся на экраны.
В конце 2013 года Наташа Королёва решила сделать перерыв в концертной деятельности для того, чтобы сосредоточиться на создании новых песен и работе над новой сольной программой.
В декабре выпустила новый клип на песню «Стояла и плакала».
В 2015 году, спустя девять лет после выпуска предыдущего альбома «Рай там, где ты» (2006), Наташа Королёва выпускает новый альбом под названием «Магия Л…». Музыкальный журналист Алексей Мажаев в своей рецензии для портала InterMedia отмечает, что певица продолжает работать в том же жанре, в котором однажды стала известна: «Никаких экспериментов, никаких попыток выставить свой голос в непривычном выгодном ракурсе». При этом, упоминая выступление Наташи Королёвой на шоу «Вечерний Ургант», критик пишет, что там она продемонстрировала себя именно как профессиональная певица, что заставило его впервые приступить к прослушиванию её работы с интересом.

### Бизнес
Занималась дизайном ювелирных изделий в сотрудничестве с ювелирным домом «Кристалл мечты». В мае 2008 года выпустила коллекцию ювелирных украшений «Дочки-матери».
С лета 2009 года являлась владельцем салона красоты в Москве. В июне 2020 года Королёва и её муж заявили, что их бизнес серьёзно пострадал из-за пандемии коронавируса, в результате чего они приняли решение навсегда закрыть салон красоты и спортзал.

### Общественная деятельность
В 1995—1996 году принимала участие в кампании «Голосуй или проиграешь» в поддержку переизбрания на второй срок президента России Бориса Ельцина. В 2003 году вступила в партию «Единая Россия».
Поддержала Евромайдан, носила на Майдан медикаменты, деньги и еду. Двое её братьев, живущие в Киеве, участвовали в Евромайдане.
12 октября 2016 года Служба безопасности Украины (СБУ) запретила Наташе Королёвой въезд в страну на 5 лет. С 23 января 2022 года Королёвой запрещён въезд в Литву сроком на 5 лет, из-за концертов в Крыму.

## Скандалы
В марте 2015 года на сайте Super.ru были опубликованы личные фотографии и видеозаписи непристойного характера Наташи Королёвой и Сергея Глушко, в связи с чем депутат Законодательного собрания Санкт-Петербурга от «Единой России» Виталий Милонов заявил о необходимости запрета выступлений певицы для несовершеннолетних и лишения звания «Заслуженный артист Российской Федерации».
На сайте певицы было опубликовано официальное заявление в связи с публикацией материалов.

## Семья
- Первый муж (1992—2001)[23] — Игорь Юрьевич Николаев (род. 17 января 1960), композитор.
- Второй муж (с 2003) — Сергей Витальевич Глушко, псевдоним «Тарзан» (род. 8 марта 1970), свадьба состоялась 21 августа 2003 года в Санкт-Петербурге[24].
  - Сын — Архип Глушко-Порывай[25] (род. 19 февраля 2002), назван в честь дедушки Наташи по отцу Архипа Лукича Порывая (он погиб в 33 года под Кёнигсбергом в 1944 году), Архип при рождении носил фамилию Порывай[26], знает и преподаёт японский и корейские языки онлайн[27].
- Бабушка — София Николаевна Быстрик (19.10.1922—18.01.2017), работала на швейной фабрике и некоторое время — в кочегарке, умерла в 94 года, похоронена на Берковецком кладбище в Киеве рядом с отцом Наташи[28][29][30].
- Дедушка — Иван Иванович Быстрик (19.11.1916-30.12.1993[31])[32] работал водителем в Киеве[29].
- Отец — Владимир Архипович Порывай (10.02.1940 — 01.09.1993), был хормейстером академического хора в Доме учителя, умер в 53 года, похоронен на Берковецком кладбище в Киеве[33].
- Мать — Людмила Ивановна Порывай (род. 12 февраля 1946), профессор, заслуженная артистка Украины, была дирижёром хоровой капеллы «Свиточ», живёт в Майами.
  - Старшая сестра — Руся (Осауленко Ирина Владимировна) (род. 1968), украинская и американская певица.
    - Племянник — Владимир Константинович Осауленко (02.04.1988 — 26.03.1999), страдал ДЦП, умер в 10 лет.
- Отчим, второй муж матери — Игорь Эльперин, бизнесмен, эмигрировал в Америку в 1970-х годах, открыл в Майами первый русский ресторан[34].

## Работы

### Фильмография

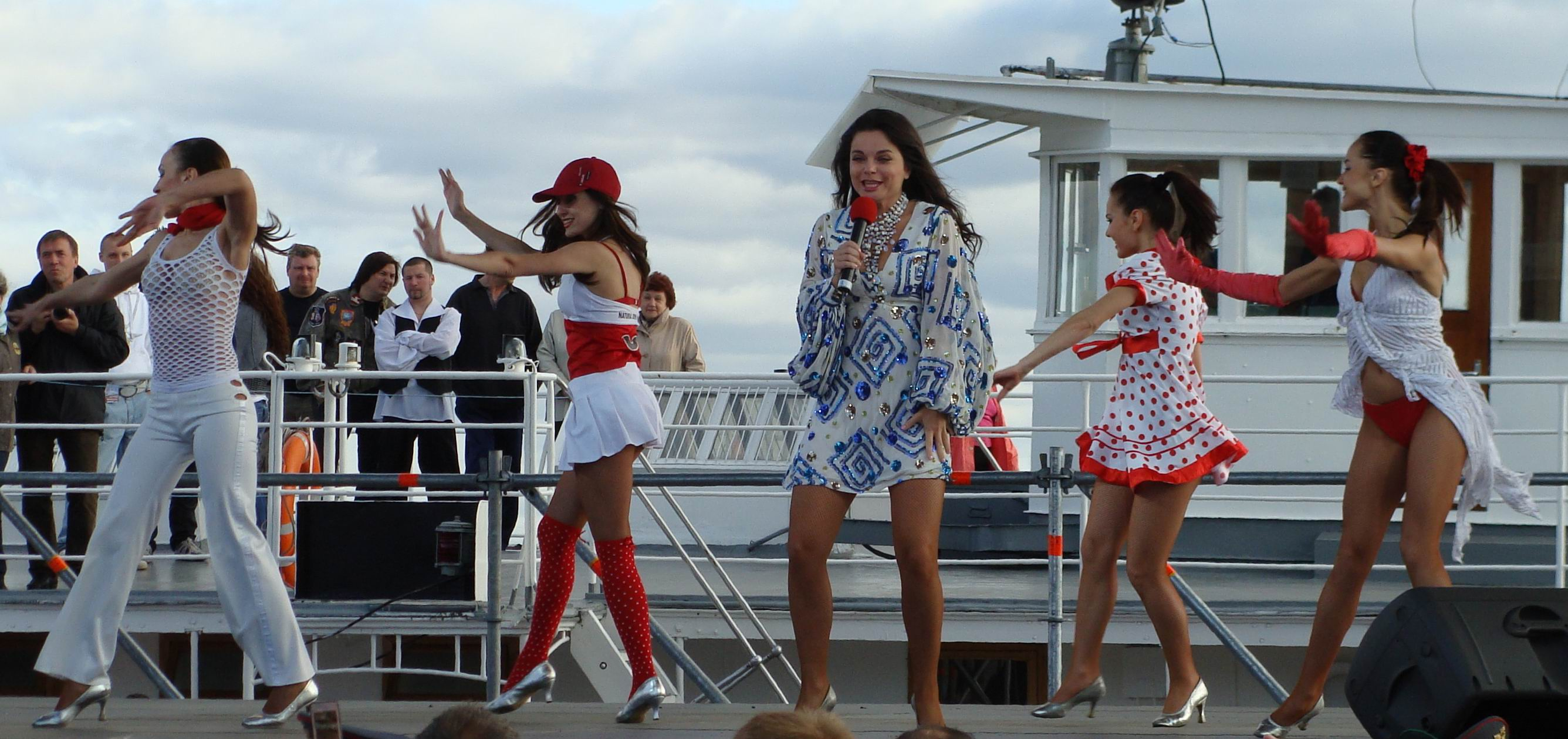
Архангельск. 2009 год

- 1995 — Старые песни о главном — Наташа Королёва, дочь председателя
- 1996 — Старые песни о главном 2 — Наташа, соседка-соблазнительница
- 1997 — Старые песни о главном 3 — беременная соседка / «Сюзи Куатро»
- 1997 — Новейшие приключения Буратино — Мальвина, певица
- 2000 — Старые песни о главном. Постскриптум — постоялица гостиницы
- 2003 — Рецепт колдуньи — Людмила
- 2004 — Против течения — камео
- 2005 — Сыщики 4 (эпизод «Без шума и пыли»)
- 2005 — Моя прекрасная няня (эпизод «Карточный король») — камео
- 2006 — Счастливы вместе — камео, продавец спортивного тренажёра
- 2006 — Дедушка моей мечты — Кристина
- 2007 — Держи меня крепче — Наталья Архипова
- 2007 — Королевство кривых зеркал — участница от Бразилии на конкурсе «Кривовидение»
- 2008 — Золотая рыбка — Марьюшка, дочь старика и старухи
- 2008 — Парадокс — жена Вадика
- 2014 — Женщины на грани — (серии № 16 «Слепота к выбору» и № 25-26 «Призраки прошлого») — Катя, жена Сергея Хаустова[35]
- 2015 — Праздник непослушания — мама Миши
- 2016 — Сдаётся дом со всеми неудобствами — «Наташа Королёва для бедных»
- 2025 - Один хороший день - камео

### Участие в фестивале «Песня года»
- 1990 — «Желтые тюльпаны»
- 1992 — «Ласточка», «Такси» (вместе с Игорем Николаевым)
- 1993 — «Жёлтый чемоданчик»
- 1994 — «Поклонник»
- 1995 — «Конфетти»
- 1996 — «Маленькая страна»
- 1997 — «Лето кастаньет»
- 1998 — «Хрустальное сердце Мальвины»
- 1999 — «Прощайте детские мечты», «Жёлтые тюльпаны» (1990)
- 2000 — «Чуть-чуть не считается»
- 2001 — «Простая любовь»
- 2002 — «Капелька»
- 2003 — «Не забуду» (вместе с Тарзаном)
- 2004 — «Синие лебеди»
- 2014 — «Порочен я тобой» (вместе с Александром Маршалом)
- 2015 — «Нет слова Я»
- 2016 — «Я устала»
- 2017 — «Осень под ногами»

## Дискография

### Студийные альбомы

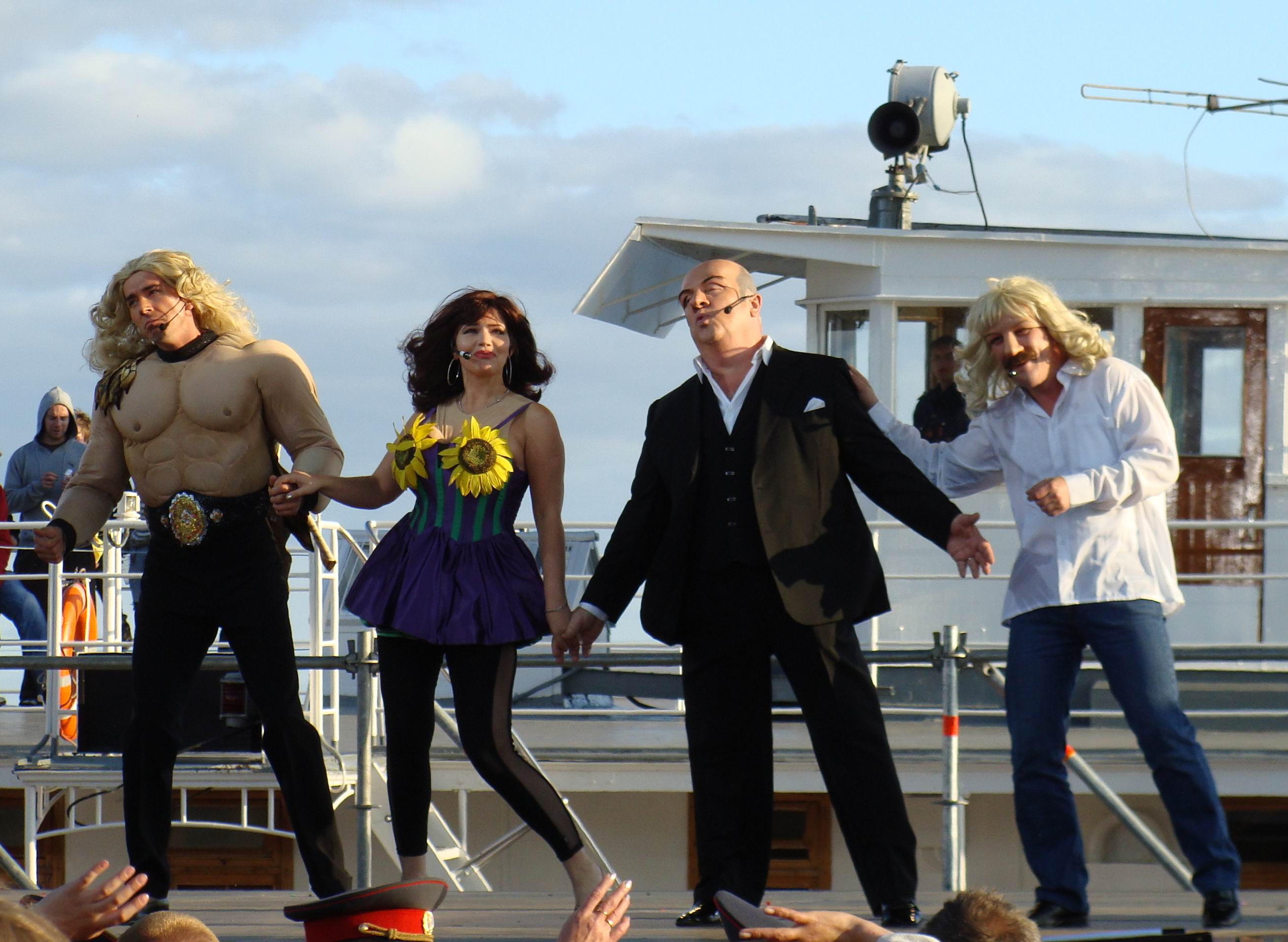
Пародия. Слева направо: Тарзан, Наташа Королёва, Игорь Крутой, Игорь Николаев

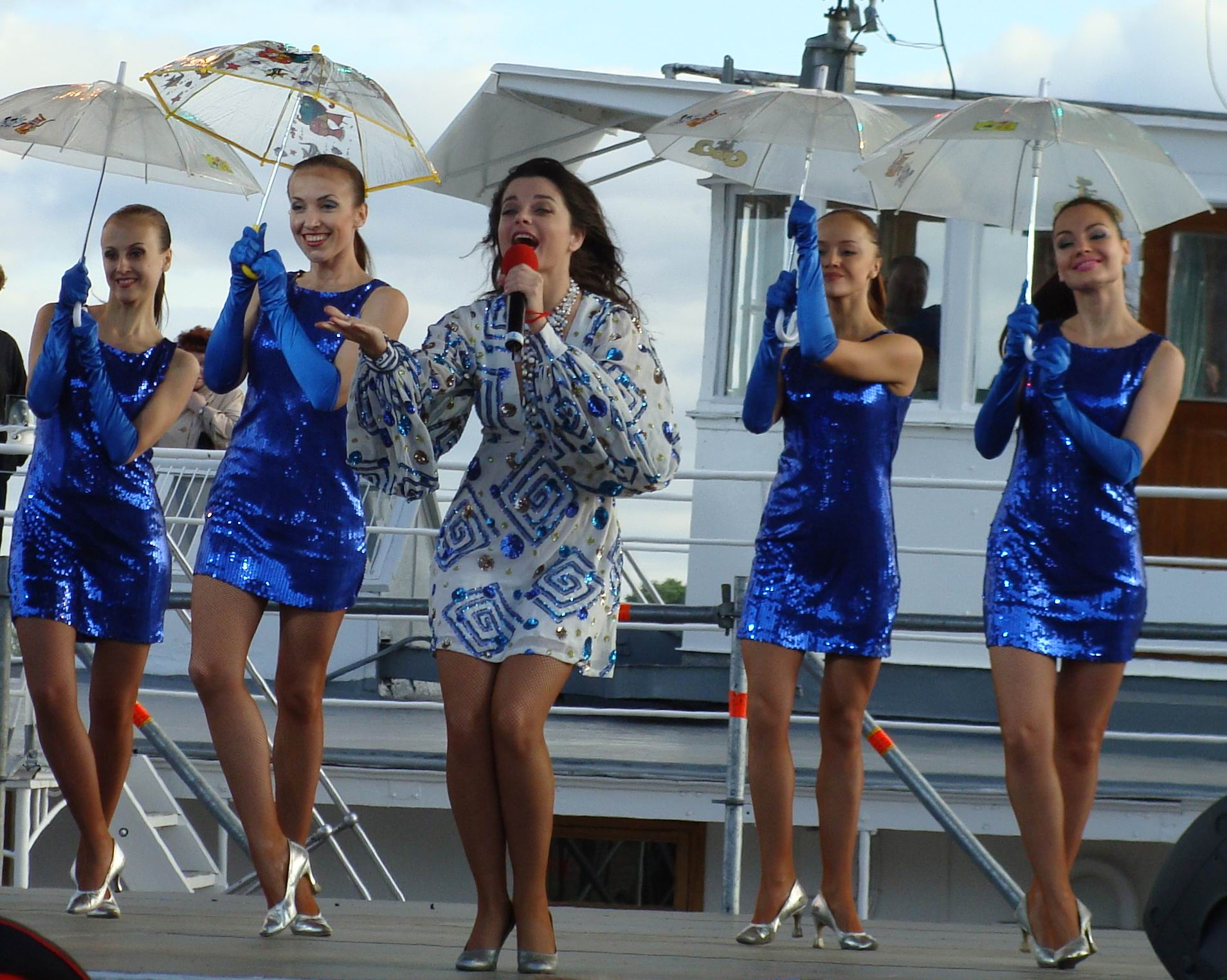
Наташа Королёва выступает совместно с программой Регины Дубовицкой — «Аншлаг» в Архангельске на 425-летии города 28 июня 2009 года

| №                   | Название                              | Длительность |
| ------------------- | ------------------------------------- | ------------ |
| 1.                  | «Мама, не плачь!»                     | 4:02         |
| 2.                  | «Серые глаза»                         | 3:53         |
| 3.                  | «Первый поцелуй, первая печаль»       | 4:11         |
| 4.                  | «Под летним дождём»                   | 3:29         |
| 5.                  | «Жёлтые тюльпаны»                     | 4:48         |
| 6.                  | «Почему умирает любовь?»              | 4:18         |
| 7.                  | «Синие лебеди»                        | 4:14         |
| 8.                  | «Жемчуг»                              | 4:12         |
| 9.                  | «Котёнок» (совм. с Игорем Николаевым) | 2:25         |
| 10.                 | «Синие лебеди» (Remix)                | 3:35         |
| Общая длительность: | Общая длительность:                   | 37:47        |

| №                   | Название              | Длительность |
| ------------------- | --------------------- | ------------ |
| 1.                  | «Лунная ночь»         | 4:244        |
| 2.                  | «Поклонник»           | 3:09         |
| 3.                  | «Никогда»             | 3:47         |
| 4.                  | «Ласточка»            | 5:10         |
| 5.                  | «Киевский мальчишка»  | 3:32         |
| 6.                  | «Жёлтый чемоданчик»   | 4:14         |
| 7.                  | «Палочка-выручалочка» | 3:01         |
| 8.                  | «Подарок»             | 3:53         |
| 9.                  | «Мотылёк»             | 4:23         |
| 10.                 | «Улица моей мечты»    | 3:59         |
| Общая длительность: | Общая длительность:   | 37:72        |

| №                   | Название              | Длительность |
| ------------------- | --------------------- | ------------ |
| 1.                  | «Подсолнухи»          | 4:32         |
| 2.                  | «Конфетти»            | 3:13         |
| 3.                  | «Голубой топаз»       | 4:07         |
| 4.                  | «Маленькая страна»    | 3:50         |
| 5.                  | «Неужели это я?»      | 3:51         |
| 6.                  | «Краденые яблочки»    | 3:46         |
| 7.                  | «Мужичок с гармошкой» | 2:53         |
| 8.                  | «Тучка»               | 3:58         |
| 9.                  | «Три желания»         | 3:31         |
| 10.                 | «Янтарь»              | 5:08         |
| Общая длительность: | Общая длительность:   | 36:49        |

| №                   | Название                                           | Длительность |
| ------------------- | -------------------------------------------------- | ------------ |
| 1.                  | «Лето кастаньет»                                   | 3:29         |
| 2.                  | «Хрустальное сердце Мальвины»                      | 5:07         |
| 3.                  | «Навсегда»                                         | 4:41         |
| 4.                  | «Бриллианты слёз»                                  | 4:14         |
| 5.                  | «Зимние месяцы»                                    | 4:27         |
| 6.                  | «Каждая маленькая девочка мечтает о большой любви» | 3:54         |
| 7.                  | «Орхидея»                                          | 4:11         |
| 8.                  | «В тёмной комнате»                                 | 4:26         |
| 9.                  | «Только ты не умирай»                              | 4:58         |
| 10.                 | «Приласкай меня»                                   | 3:19         |
| 11.                 | «На край света»                                    | 4:14         |
| Общая длительность: | Общая длительность:                                | 45:00        |

| №                   | Название            | Длительность |
| ------------------- | ------------------- | ------------ |
| 1.                  | «Сердце»            | 4:46         |
| 2.                  | «Между нами»        | 4:23         |
| 3.                  | «Не проси»          | 3:59         |
| 4.                  | «Было или не было»  | 4:00         |
| 5.                  | «Как твои дела?»    | 3:25         |
| 6.                  | «Милый мой»         | 4:03         |
| 7.                  | «Белые кружева»     | 4:04         |
| 8.                  | «Любовь»            | 3:39         |
| 9.                  | «Губы в губы»       | 4:45         |
| 10.                 | «10 лет»            | 4:49         |
| 11.                 | «Мальчик мой»       | 2:00         |
| 12.                 | «Когда-нибудь»      | 3:36         |
| Общая длительность: | Общая длительность: | 45:29        |

| №                   | Название                             | Длительность |
| ------------------- | ------------------------------------ | ------------ |
| 1.                  | «Рай, там где ты» (совм. с Тарзаном) | 3:29         |
| 2.                  | «Немые капли дождя»                  | 2:59         |
| 3.                  | «Сиреневый рай»                      | 3:14         |
| 4.                  | «Белая сирень»                       | 3:29         |
| 5.                  | «Стильный мужчина»                   | 3:34         |
| 6.                  | «Живи и верь в любовь»               | 3:36         |
| 7.                  | «Любимому»                           | 3:39         |
| 8.                  | «Камушки»                            | 3:26         |
| 9.                  | «Разлучница»                         | 3:01         |
| 10.                 | «Ожившая»                            | 2:58         |
| 11.                 | «Новогодняя»                         | 2:54         |
| 12.                 | «Подсолнухи» (Remix)                 | 4:30         |
| Общая длительность: | Общая длительность:                  | 38:09        |

| №                   | Название                                         | Длительность |
| ------------------- | ------------------------------------------------ | ------------ |
| 1.                  | «Время-река»                                     | 3:46         |
| 2.                  | «Абрикосовые сны»                                | 3:17         |
| 3.                  | «Корабли»                                        | 4:23         |
| 4.                  | «Главная любовь»                                 | 4:42         |
| 5.                  | «Каждая женщина хочет»                           | 3:17         |
| 6.                  | «Не оставляйте женщину одну»                     | 4:02         |
| 7.                  | «Стояла и плакала»                               | 3:47         |
| 8.                  | «Небеса»                                         | 3:37         |
| 9.                  | «Порочен я тобой» (совм. с Александром Маршалом) | 3:12         |
| 10.                 | «Точь-в-точь» (совм. с Тарзаном)                 | 4:20         |
| 11.                 | «La Bomba» (совм. с Наталией Медведевой)         | 3:32         |
| 12.                 | «Мамули»                                         | 3:56         |
| 13.                 | «Па-па-поздравляю»                               | 4:09         |
| Общая длительность: | Общая длительность:                              | 47:60        |

### Дуэтные альбомы
- 1992 — «Дельфин и русалка» (совместно с Игорем Николаевым)
- 2003 — «Веришь или нет» (совместно с Тарзаном)

### Сборники
- 2002 — «Осколки прошлого»
- 2019 — «Ягодка»
- 2020 — «Неизданное»
- 2020 — «Чуть-чуть не считается»
- 2024 — «Живи и верь в любовь»

### Синглы
- 2006 — «Кристалл мечты»
- 2007 — «На синем море»
- 2008 — «В зале ожидания»
- 2008 — «Мама»
- 2009 — «Ночной город»
- 2009 — «Любовь без правил»
- 2010 — «Туда, где солнце»
- 2010 — «Чмоки-чмоки»
- 2010 — «Дую-дую»
- 2011 — «Ты прости»
- 2011 — «Не отпускай меня»
- 2011 — «Точь-в-точь» (дуэт с С. Глушко)
- 2012 — «Небеса»
- 2012 — «Taxi and the City»
- 2013 — «Венецианская осень»
- 2013 — «La Bomba» (дуэт с Н. Медведевой)
- 2013 — «Стояла и плакала»
- 2014 — «Абрикосовые сны»
- 2014 — «Порочен я тобой» (дуэт с А. Маршалом)
- 2014 — «Время-река»
- 2015 — «Главная любовь»
- 2015 — «Нет слова Я»
- 2015 — «Не говори нет» (feat. DJ Archi)
- 2016 — «Я устала»
- 2017 — «Осень под ногами на подошве»
- 2017 — «Если мы с тобой» (дуэт с Г. Титовым)
- 2017 — «Мой дед мороз» (дуэт с Г. Титовым)
- 2018 — «Зять»
- 2018 — «Ягода»
- 2019 — «Петли-поцелуи»
- 2019 — «Символ юности»
- 2019 — «Қылықты қыз» (дуэт с Беркутом)
- 2019 — «Серые глаза. 20 лет спустя»
- 2019 — «С Новым годом!» (из мюзикла «Тайна новогодней звезды»)
- 2020 — «Давай гуляй!»
- 2020 — «Красная помада»
- 2020 — «Гори, гори» (дуэт с С. Глушко)
- 2021 — «Дельфин и русалка» (дуэт с Архипом Грек)
- 2021 — «Сыну»
- 2023 — «Обниму тебя счастьем»
- 2023 — «Три тюльпана»
- 2023 — «Ой, Наташа» (дуэт с Gazan)[43][44]
- 2024 — «Твое слово пацана»
- 2025 - «Танцуй, Наташа!»

### Видеоклипы
| Год  | Название                                |
| ---- | --------------------------------------- |
| 1990 | Жёлтые тюльпаны                         |
| 1991 | Котёнок                                 |
| 1991 | Под летним дождём                       |
| 1991 | Почему умирает любовь?                  |
| 1991 | Первый поцелуй, первая печаль           |
| 1991 | Две сестры                              |
| 1992 | Синие лебеди                            |
| 1992 | Дельфин и русалка                       |
| 1992 | Ночной бульвар                          |
| 1992 | Венеция                                 |
| 1992 | Такси, такси                            |
| 1993 | Лунная ночь                             |
| 1994 | Моя любовь не умерла                    |
| 1994 | Киевский мальчишка                      |
| 1994 | Конфетти                                |
| 1995 | Подсолнухи                              |
| 1995 | Маленькая страна                        |
| 1995 | Неужели это я?                          |
| 1996 | Мужичок с гармошкой                     |
| 1996 | Только ты не умирай                     |
| 1996 | Зимние месяцы                           |
| 1997 | Бриллианты слёз                         |
| 1997 | Лето кастаньет                          |
| 1997 | Хрустальное сердце Мальвины             |
| 1998 | В тёмной комнате                        |
| 1999 | Прощайте, детские мечты                 |
| 2000 | Девичник                                |
| 2000 | Чуть-чуть не считается                  |
| 2000 | Как твои дела?                          |
| 2001 | Было или не было                        |
| 2001 | Когда-нибудь                            |
| 2001 | Календарь                               |
| 2002 | Капелька                                |
| 2003 | Не забуду                               |
| 2003 | Твой мир                                |
| 2004 | Сиреневый рай                           |
| 2005 | Рай там, где ты                         |
| 2006 | Кристалл мечты                          |
| 2007 | На синем море                           |
| 2009 | Твой ночной город                       |
| 2009 | Любовь без правил                       |
| 2011 | Романс (Ты прости…)                     |
| 2011 | Не отпускай меня                        |
| 2012 | Точь-в-точь                             |
| 2012 | Небеса                                  |
| 2012 | TAXI and the CITY                       |
| 2013 | Венецианская осень                      |
| 2013 | La Bomba                                |
| 2013 | Стояла и плакала                        |
| 2014 | Абрикосовые сны                         |
| 2014 | Порочен я тобой (дуэт с А. Маршалом)    |
| 2015 | Па-па-поздравляю                        |
| 2015 | Нет слова «Я»                           |
| 2015 | Не говори нет (feat. DJ Archi)          |
| 2017 | Осень под ногами на подошве             |
| 2017 | Мой дед Мороз (feat. Герман Титов)      |
| 2018 | Зять                                    |
| 2019 | Петли-поцелуи                           |
| 2019 | Символ юности                           |
| 2019 | Кылыкты Кыз (feat. Беркут) на казахском |
| 2020 | Давай, Гуляй!                           |
| 2021 | Гори, гори (feat. Tarzan)               |
| 2021 | Сыну                                    |
| 2022 | Дельфин и Русалка (feat Архип Grek)     |
| 2023 | «Ой, Наташа» (дуэт с Gazan)             |

### Телевидение
- «Утренняя почта» — участница
- «Рождественские встречи» — участница
- 1987 — «Шире круг» — исполнение песни «Перемена»[7].
- «Королёвские игры» («ТВ Центр», 2000) — ведущая[45]
- «Танцы со звёздами» в России и на Украине — участница
- «Королева прайма» («НТВ», 2012) — ведущая
- «Время обедать» («Первый канал», 2012—2014) — ведущая[46][47]
- «Судьба человека» («Россия-1») — участница
- «Племя» («Пятница!», 2020)
- «Две звезды. Отцы и дети» («Первый канал», 2021—2022) — участница вместе с сыном Архипом
- «Маска» («НТВ», 2023) — приглашённая участница (Мышонок)
- «Суперстар! Возвращение. 4 сезон» («НТВ», 2023) — член жюри[48]
- «Аватар» («НТВ», 2024) — участница (Шамаханская царица)[49]
- «Суперстар! 5 сезон» («НТВ», 2025) — соведущая[50]

## Награды и призы
Государственные:
- «Заслуженная артистка Российской Федерации» (2004) — за заслуги в области искусства[51].

Другие награды, премии, поощрения и общественное признание:
- Диплом конкурса «Золотой Камертон» (1987)[6].
- постоянная участница фестиваля «Песня года» (1990—2004).
- «Овация» в номинации — лучший альбом года 1992 — «Дельфин и русалка» (1993)[6].
- «Золотой граммофон» за песню «Хрустальное сердце Мальвины» (1997)[6].
- «Золотой граммофон» за песню «Чуть-чуть не считается» (2000).
- «Стопудовый хит» от радио Хит FM за песню «Чуть-чуть не считается» (2000).
- «Постель года 2002» — в номинации «Секс-бомба года 2002»[6].
- «Лучшие дуэты года 2003» — дуэт с Тарзаном (С. Глушко) «Веришь или нет» (2003).
- Медаль «За веру и добро» (Кемеровская область) (2011)[52].
- Международная премия в области культуры и искусства за 2011 год «Человек года» (Украина) (2012).
- «Песня-года» за дуэт с А.Маршалом «Порочен я тобой» (2014).
- награждена медалью ордена «За профессионализм и деловую репутацию 3-й степени» (2015).
- «Песня-года» за песню «Нет слова Я» (2015).
- «Шансон года» за песню «Я устала» (2016).
- «Песня года» за песню «Я устала» (2016).
- «Песня года» за песню «Осень под ногами на подошве» (2017).
- «Звезда Дорожного Радио» (2017).
- «Шансон года» за песню «Осень под ногами на подошве» (2018).